# Kampung Tandam Hulu Satu
Kampung Tandam Hulu Satu is een bestuurslaag in het regentschap Deli Serdang van de provincie Noord-Sumatra, Indonesië. Kampung Tandam Hulu Satu telt 3550 inwoners (volkstelling 2010).